# AMC-14
O AMC-14 (também conhecido por GE-14 e USAT-S1) é um satélite de comunicação geoestacionário construído pela  empresa Lockheed Martin, ele está localizado na posição orbital de 29,5 graus de longitude leste em órbita inclinada e foi operado inicialmente pela SES e atualmente pelo Departamento de Defesa dos Estados Unidos. O satélite foi baseado na plataforma A2100AXS e sua vida útil estimada era de 15 anos. Devido a uma falha no veículo de lançamento, o satélite foi deixado em uma órbita intermediária e só conseguiu chegar a órbita geoestacionária no final de janeiro de 2009, mas com uma órbita altamente inclinada.

## História
O AMC-14 é um satélite BSS construído pela Lockheed Martin, com 32 transponders em banda Ku (24 MHz) cada apoiados por um 150 Watt TWTA, o satélite apresenta os mais altos níveis de redundância de componentes principais, tais como amplificadores, receptores, feixe de comando e sistemas de controle de computador. O satélite era proporcionar serviços direto para as casa nos Estados Unidos a partir de um slot a ser determinado. O AMC-14 era para ser o primeiro satélite BSS operado na frota doméstica da SES Americom.
A Echostar, que tinha um contrato de locação de toda a capacidade do AMC-14, pediu que a carga útil do satélite fosse modificada para torná-lo mais flexível e, nomeadamente, que seja capaz de operar, pelo menos temporariamente, a partir de 77 graus de longitude oeste slot orbital do México. Devido às modificações, o satélite não pode ser lançado antes de 2008.
O satélite foi lançado em 14 de março de 2008, mas devido a uma falha do veículo de lançamento o satélite ficou encalhado em uma órbita de transferência muito baixa. Após as avaliações, se o satélite podia ser manobrado para a órbita geoestacionária por conta própria, decidiu-se que não havia nenhuma maneira viável para colocar o AMC-14 em órbita geoestacionária. A SES Americom declarou o satélite uma perda completa. O satélite foi então vendido para o Departamento de Defesa dos EUA e começou a manobra-lo para uma órbita mais elevada. No final de janeiro de 2009, chegou finalmente a órbita geoestacionária usando seus propulsores a bordo. Ele atualmente está localizada à cerca de 35 graus de longitude leste, com uma inclinação de mais de 13 graus.

## Lançamento
O satélite foi lançado ao espaço no dia 14 de março de 2008, às 23:18:55 UTC, por meio de um veiculo Proton-M/Briz-M, que foi lançado a partir do Cosmódromo de Baikonur no Cazaquistão. Devido a uma anomalia que ocorreu durante a segunda queima do estágio superior Briz-M. O satélite não conseguiu alcançar a órbita prevista. Ele tinha uma massa de lançamento de 4.140 kg.

## Falha
Uma anomalia ocorreu durante a queima da segunda fase do estágio superior Briz-M. Como resultado, o satélite não conseguiu alcançar a órbita prevista. A comissão russa que investigou a anomalia determinou que a causa foi uma ruptura do duto de gás entre o gerador de gás e a turbina da bomba propulsora no principal motor do Briz-M, o que fez com que o motor do estágio superior parasse de funcionar dois minutos mais cedo. O AMC -14 era esperado que tivesse mais de 15 anos de vida útil. A SES e a Lockheed Martin verificaram maneiras de tentar trazer o satélite para funcionar em sua posição orbital correta, e, posteriormente, começou a tentar mover o satélite para a órbita geoestacionária, por meio de um sobrevoo lunar (como foi feito uma década antes com o satélite HGS-1). Em abril de 2008, foi anunciado que este plano tinha sido abandonado depois que se descobriu que a Boeing realizou uma patente sobre a trajetória que seria necessária. Na época, a ação foi em curso entre SES e Boeing, e a Boeing recusou-se a permitir que a trajetória a fosse usado, a menos que a SES desistisse da ação. Outra empresa manifestou interesse na compra do satélite, no entanto a SES começou com os procedimentos para acelerar imediatamente a órbita do satélite. Enquanto esperava que a patente não enfrentaria desafio legal, a SES pretendia destruir o satélite na atmosfera da Terra, a fim de recolher o pagamento do seguro. Se a tentativa da manobra lunar fosse bem sucedido, o uso extra de combustível necessária para corrigir o erro orbital reduziria significativamente a vida útil originalmente esperado para o AMC-14 de 15 anos para apenas quatro.

## Destino do satélite
A SES Americom informou suas seguradoras que o AMC-14 era uma perda total, porque está na órbita errada e não pode ser movido para a órbita correta, de acordo com a Thomson Financial. O satélite é totalmente asegurado por cerca de US $ 150 milhões, para o qual a SES não queria levar a uma perda. Funcionários disseram que avaliaram várias opções para recuperar o satélite abandonado. Para salvar o AMC-14 teria que usar muito do propulsor de manobra operacional do satélite, reduzindo significativamente sua vida útil a partir dos 15 anos de expectativa previstas antes do lançamento.
Em 23 de abril, foi relatado que a SES estava em negociações com uma agência o Departamento de Defesa dos Estados Unidos, presumivelmente, o Escritório Nacional de Reconhecimento, que é a agência que opera satélites para o DoD, sobre a compra do satélite. Entende-se que vários outros lances, incluindo um da Echostar, foram recebidos. A maioria das empresas comerciais pretendiam usar a opção da trajetória com sobrevoo lunar para corrigir a inclinação orbital do satélite, enquanto o plano do DoD dos EUA era deixar o satélite em uma órbita inclinada. Entende-se que a SES preferia a oferta do DoD, como eles não queriam um cliente para provar para as seguradoras que a opção do sobrevoo lunar teria resultado em uma vida de serviço comercialmente viável. Existiam algumas preocupações sobre a legalidade de uma compra pelo governo dos EUA, sob a Lei do Espaço Comercial de 1998.
Em antecipação da oferta do governo dos EUA que estava sendo visto como ilegal um grupo de investimento europeuasiático independente fez uma contraproposta para as seguradoras, que pediram um pagamento mínimo inicial de caixa dos EUA de 15 milhões de dólares americanos com a intenção de devolver o satélite para uma órbita geoestacionária usando o sobrevoo lunar e, posteriormente, a prestação de serviços comerciais. As negociações demoraram a começar, apesar da alternativa $ 10M proposta de compra por parte do governo dos EUA, que foi 33% menor do que a oferta melhorada do grupo de investimento europeu/asiático.
A partir de 29 de janeiro de 2009, depois de mais de 6 meses de manobras de baixa pressão, O AMC-14 chegou finalmente a uma órbita geoestacionária inclinado (13,1°) a 34,8 graus de longitude leste sob propriedade do DoD dos EUA que comprou o satélite da SES.

## Capacidade e cobertura
O AMC-14 é equipado com 32 transponders em banda Ku para prestar serviços ao Departamento de Defesa dos Estados Unidos.